# 梁伯熙
梁伯熙（1938年—），广东顺德人，中国跳水运动员、教练员。被誉为中国“跳水之父”。1984年，他被评为新中国成立35年来杰出教练员。1989年，被评为建国40年以来杰出教练员。2015年入选国际游泳名人堂。
其弟子包括陈肖霞、李宏平、童辉等世界冠军。